# آنا نييتو تشوروكا
آنا نييتو تشوروكا (من مواليد 1961 في بلباو)، كاتبة إسبانية وخبيرة اقتصادية، تعد مؤلفة للعديد من الكتب عن الاقتصاد الدولي والتكنولوجيات الحديثة والنشر في العصر الرقمي.

## التطور المهني
درست العلوم الاقتصادية والتجارية في الكلية الجامعية للدراسات المالية، جامعة كمبلوتنسي 1984، وبدأت العمل في مجال التجارة الدولية في السفارة الإسبانية في سيدني (أستراليا). الكتاب الأول الذي قامت بتأليفه، كمؤلفة مشاركة مع أوليغاريو لامازاريس هو "التسويق الدولي"، يدور حول الأعمال التجارية الدولية والمنافسة الأجنبية.
كانت مديرة التسويق في غرفة التجارة الهولندية الإسبانية ومستشارة للمعهد الإسباني للتجارة الخارجية (ICEX) للبرامج والمشاريع الجديدة التي لها علاقة بالرقمية. كما كانت أستاذة في التجارة الدولية والتسويق الرقمي والويب 2.0 في جامعة كومياس البابوية .(ICADE هو صندوق استثمار عقاري متعدد الجنسيات) معهد إمبريسا والغرفة التجارية لمدريد  وفي المنظمات الإقليمية مثل إنفو في مورسيا وأدر في لاريوجا  وإيبكس في كاستيا لا مانشا.
منذ عام 2001، قامت بإدارة أكثر من مئة مشروع إنترنت للشركات ورجال الأعمال. قامت نييتو بعمل مكثف لنشر الأدوات والتطبيقات الرقمية من خلال مجموعات ومنتديات مختلفة على منصات الإنترنت، مثل المنتديات عبر الإنترنت للتسويق الرقمي ومجموعة أدوات الإنترنت . نييتو واحدة من مهندسي التحول الرقمي في إسبانيا.
مؤلفة مقالات وكُتيِّبات مثل "الويب الدولي" ,”101 موقع الأكثر فائدة"، و"خطة التسويق الدولية"، و"دليل قوقل الكامل “الاستخدام العملي للأفراد والشركات"."كيف تصنع مقاطع يوتيوب بكونك مبتذلًا أمام الكاميرا", مجموعة أدوات الكاتب: 50 أداة أساسية". 
لها مقالة بالإسبانية "Triunfa con tu libro" (أنجح في كتابك الرقمي). تناولت فيه وظائف العديد من تطبيقات التحرير والنشر الذاتي في أمازون، فضلاً عن المنصات الرقمية الأخرى. نشرت أكثر من مئة مقابلة وبودكاست "حلقات صوتية" مع الكُتَّاب والخبراء الرقميين مثل إنريكي لاسو،و أوو ميغان ماكسويل.

## مقالات
نييتو تشوروكا، أ. & (Llamazares O. (1995 : هرم تحرير التسويق الدولي.
نييتو تشوروكا، أ. (2012): موقع الشركة 2.0: دليل عملي لجذب الزوار وجذب العملاء. التسويق العالمي.
نييتو تشوروكا، أ. (2016): النجاح في كتابك الإلكتروني: كيفية كتابة كتابك ونشره وبيعه بنجاح. كيندل أمازون.

## روابط خارجية
- بودكاست
- شركة ويب